# Piekło (Korytnica)
Piekło – część wsi Korytnica położona w Polsce, w województwie świętokrzyskim, w powiecie jędrzejowskim, w gminie Sobków.
W latach 1975–1998 Piekło administracyjnie należało do województwa kieleckiego.